# Musikstad
Musikstad är ett begrepp inom Unescos program Unesco Creative Cities Network som lanserades 2004 för att främja samarbete mellan städer som använder sig av kreativitet som viktig faktor för sin stadsutveckling. 
Unesco utnämner musikstäder. Vid årsskiftet 2018/2019 fanns 30 musikstäder i 23 länder.

## Kriterier för musikstad
- att vara ett erkänt centrum för musikskapande och -utövande
- att vara värd för musikfestivaler och andra musikevenemang för inhemsk och utländsk musik
- att främja musikindustri av olika slag
- att ha musikskolor på olika nivåer
- att ha informell musikverksamhet, inklusive amatörkörer och -orkestrar
- att ha offentliga utrymmen för utövande av och lyssnande på musik, till exempel friluftsauditorier

## Utnämnda musikstäder
| År   | Stad                  | Land                          |
| ---- | --------------------- | ----------------------------- |
| 2006 | Sevilla               | Spanien                       |
| 2006 | Bologna               | Italien                       |
| 2008 | Glasgow               | Storbritannien                |
| 2009 | Gent                  | Belgien                       |
| 2012 | Bogotá                | Colombia                      |
| 2014 | Hannover              | Tyskland                      |
| 2014 | Mannheim              | Tyskland                      |
| 2014 | Hamamatsu             | Japan                         |
| 2015 | Liverpool             | Storbritannien                |
| 2015 | Katowice              | Polen                         |
| 2015 | Idanha-a-Nova         | Portugal                      |
| 2015 | Kingston              | Jamaica                       |
| 2015 | Medellín              | Colombia                      |
| 2015 | Salvador              | Brasilien                     |
| 2015 | Kinshasa              | Demokratiska republiken Kongo |
| 2015 | Varanasi              | Indien                        |
| 2015 | Tongyeong             | Sydkorea                      |
| 2015 | Adelaide              | Australien                    |
| 2017 | Kansas City, Missouri | USA                           |
| 2017 | Norrköping            | Sverige                       |
| 2017 | Pesaro                | Italien                       |
| 2017 | Morelia               | Mexiko                        |
| 2017 | Brno                  | Tjeckien                      |
| 2017 | Frutillar             | Chile                         |
| 2017 | Amarante              | Portugal                      |
| 2017 | Praia                 | Kap Verde                     |
| 2017 | Chennai               | Indien                        |
| 2017 | Almaty                | Kazakstan                     |
| 2017 | Daegu                 | Sydkorea                      |
| 2017 | Auckland              | Nya Zeeland                   |